# SZD-16 Gil
SZD-16 Gil byl polský jednomístný kluzák smíšené konstrukce postavený leteckým výrobcem SZD v Bielsku-Białej.

## Vznik a vývoj
Vznik letounu SZD-16 spadá do roku 1955, kdy začal tým pracovníků pod vedením Zbigniewa Badury pracovat na projektu nového kluzáku. Jeho konstrukce měla být jednoduchá z důvodu nízkých pořizovacích nákladů při zachování dobrých letových vlastností. Konstrukce nového typu měla být smíšená. Práce se naplno rozběhly v roce 1958, kdy vzrostl zájem o kovové konstrukce kluzáků a gil měl sloužit jako zdroj zkušeností s jejich stavbou.
První let Gilu (imatrikulace SP-1880) provedl zalétávací pilot Adam Zientek 20. října 1958. Během testů kluzák nalétal 50 hodin při současném provádění menších změn, např. přidání dlouhé pitotovy trubice na příď trupu. Při zkouškách Gil zároveň prokázal dobré letové vlastnosti a díky malým rozměrům a nízké hmotnosti rovněž velmi snadnou manipulaci na zemi včetně hangárování. Na druhé straně byl SZD-16 vytýkán malý nepohodlný kokpit a nízká účinnost brzdících klapek, způsobená jejich malou plochou. Klapky měly omezovat z bezpečnostních důvodů rychlost na 200 km/h, ale při testech se kluzák rozebíhal až na 215 km/h. V červenci a srpnu 1960 proběhly státní zkoušky, po jejichž dokončení bylo rozhodnuto typ sériově nevyrábět. Hlavním uváděným důvodem byla potřeba školního kluzáku s vyššími výkony, než mohl SZD-16 nabídnout.
Prototyp později sloužil k testům s interferenčními klapkami ovšem bez větších úspěchů.

## Popis konstrukce
Trup SZD-16 byl tvořen konstrukcí ze svařovaných ocelových trubek potažených plátnem. Tato příhradovina přecházela do zadního nosníku z duralové trubky, který nesl ocasní plochy. křídlo bylo celodřevěné s jedním hlavním a jedním pomocným nosníkem. Jeho přední část byla potažena překližkou, zadní část krylo plátno. Ocasní plochy byly obdobné stavby.

## Specifikace
Údaje dle

### Technické údaje
- Osádka:
- Rozpětí: 13,50 m
- Délka: 6,85 m
- Nosná plocha: 14,00 m²
- Štíhlost: 13
- Prázdná hmotnost: 181 kg
- Vzletová hmotnost: 250 kg
- Klouzavost při rychlosti 70 km/h: 19,8:1

### Výkony
- Minimální klesavost: 0,9 m/s
- Minimální rychlost: 52 km/h
- Maximální rychlost: 200 km/h